# 최몽룡
최몽룡(崔夢龍, 1946년 9월 13일~)은 대한민국의 고고학자이다. 현재 서울대학교 고고사학과의 명예교수이다.

## 생애
최몽룡은 1946년 서울에서 태어났다. 서울대학교 고고인류학과를 졸업하였으며 이후 동대학원 석사 학위를 취득했다. 1972년 전남대학교에서 전임강사로 임용되었으며 1981년부터는 서울대학교로 자리를 옮겼다. 1987년 한국상고사학회를 창립했으며 초대 회장에 올랐다. 1988년부터 국사 교과서 편찬위원으로 활동했다. 1995년에는 서울대학교 박물관 박물관장을 역임하기도 했다.
2012년 2월 29일, 서울대학교 교수에서 정년 퇴임했으며 서울대학교 고고사학과 명예교수로 임명되었다.

## 연구 분야
최몽룡은 민무늬토기시기, 문명의 형성, 고대 성읍 국가와 같은 분야에서 연구를 진행했다.

## 저서
- 최몽룡, 1975, 전남고고학 지명표, 전남매일 신문사 출판국.
- 최몽룡, 1977, 도시의 기원, 백록출판사.
- 최몽룡, 1983 인류문화의 발생과 전개, 동성사.
- Choi Mong-Lyong, 1984, A Study of the Yŏngsan River Valley Culture -the rise of chiefdom society and state in ancient Korea-, 동성사.
- 최몽룡, 1990, 고고학에의 접근, 신서원.
- 최몽룡, 1991, 재미있는 고고학 여행, 학연문화사.
- 최몽룡, 1993, 한국문화의 원류를 찾아서, 학연문화사.
- 최몽룡, 1997, 도시.문명.국가, 서울대학교 출판부
- 최몽룡, 2000, 흙과 인류, 주류성.
- 최몽룡, 2006, 최근의 고고학 자료로 본 한국고고학.고대사의 신연구
- 최몽룡, 2007, 인류문명발달사, 주류성.
- 최몽룡, 2008, 청동기.철기시대와 고대사회의 복원, 주류성.
- 최몽룡, 2008, 한국상고사연구 여적, 주류성.
- 최몽룡, 2011, 한국 고고학 연구의 제문제, 주류성.
- 최몽룡, 2013, 인류문명발달사(개정5판), 주류성.
- 최몽룡, 2014, 고구려와 중원문화, 주류성.
- 최몽룡, 2014, 한국고고학연구 -세계사속에서의 한국-, 주류성.
- 최몽룡, 2015, 인류문명발달사(개정6판), 주류성.
- 최몽룡, 2016, 한국선사시대의 문화와 국가의 형성, 주류성.
- 최몽룡, 2018, 중국 고고학 -중요주제, 항목별로 본 중국 문화사 서설-, 주류성.

### 번역 및 공저(편저)
- 네드우달(최몽룡 譯), 1984, 신고고학의 개요, 동성사.
- 브라이언 페이건(최몽룡 譯), 1987, 인류의 선사시대, 을유문화사.
- 조나단 하스 (최몽룡 譯), 1989, 원시국가의 진화, 민음사.
- 최몽룡 외, 1989, 韓國の考古學, 講談社.
- 최몽룡 외, 1991, 백제사의 이해, 학연문화사.
- 최몽룡 외, 1991, 한국선사고고학사, 까치.
- 최몽룡 외, 1993, 한강유역사, 민음사.
- 최몽룡 외, 1994, 러시아의 고고학, 학연문화사.
- 찰스 레드만(최몽룡 譯), 1995, 문명의 발생, 민음사.
- 콘라드 슈핀들러(최몽룡 譯), 1995, 5천년 전의 남자, 청림출판사.
- 최몽룡 외, 1996, 고고학과 자연과학, 서울대학교 출판부.
- 최몽룡 외, 1997, 한국의 문화유산, 한국문화재보호재단.
- 최몽룡 외, 1997, 한국고대국가 형성론, 서울대학교 출판부.
- 최몽룡 외, 1997, 인물로 본 고고학사, 한울.
- 최몽룡 외, 1998, 백제를 다시 본다, 주류성.
- 최몽룡 외, 1998, 고고학 연구방법론, 서울대학교 출판부.
- 최몽룡 외, 2000, 한국지석묘 연구 이론과 방법, 주류성.
- 최몽룡 외, 2001, 단군, 서울대학교 출판부
- 최몽룡 외, 2002, 한국사1, 탐구당.
- 최몽룡 외, 1997, 한국사3, 탐구당.
- 최몽룡 외, 1997, 한국사4, 탐구당.
- 최몽룡 외, 2003, 시베리아 선사고고학, 주류성.
- 최몽룡 외 2004, 동북아 청동기시대 문화 연구, 주류성.
- 최몽룡 외 2005, 한성시대의 백제와 마한, 2005, 주류성.
- 최몽룡 외, 2007, 경기도의 고고학, 주류성.
- 최몽룡 외, 2008, 21세기 한국고고학1, 주류성.
- 최몽룡 외, 2009, 21세기 한국고고학2, 주류성.
- 최몽룡 외, 2010, 21세기 한국고고학3, 주류성.
- 최몽룡 외, 2011, 21세기 한국고고학4, 주류성.
- 최몽룡 외, 2012, 21세기 한국고고학5, 주류성.
- 최몽룡 외, 2016, 세계사속에서의 한국, 주류성.

### 논문
- 최몽룡, 1967, 「전라북도 해안 일대의 선사유적」, 『미술사학연구』81.
- 최몽룡, 1967, 「전라북도 해안 일대의 선사유적(二)」, 『미술사학연구』82.
- 최몽룡, 1967, 「전라북도 해안 일대의 선사유적(三)」, 『미술사학연구』83.
- 최몽룡, 1968, 「홍성군 팔괘리 출토 마제석기류」, 『미술사학연구』90.
- 최몽룡, 1971, 「한국동과(韓國銅戈)에 대하여」, 『미술사학연구』110.
- 최몽룡, 1972, 「대항리패총」, 『미술사학연구』115.
- 최몽룡, 1972, 「영암 청풍사지석탑내 발굴유물」, 『미술사학연구』116.
- 최몽룡, 1973, 「영산강유역의 선사 유적·유물 –영산강 유역의 고고학적 조사연구(2)-」, 『역사학보』59.
- 최몽룡, 1973, 「원시채석문제에 대한 소고(小考)」, 『미술사학연구』119.
- 최몽룡, 1974, 「영산강 Dam 공사로 인한 수몰지구의 선사유적 –영산강 유역의 고고학적 조사연구(3)-」, 『호남문화연구』6.
- 최몽룡, 1975, 「고흥 옥하리 홍교(虹橋)」, 『미술사학연구』125.
- 최몽룡, 1975, 「전남지방에서 새로이 발견된 선사유물 –영산강유역의 고고학적 조사연구(5)-」, 『호남문화연구』7.
- 최몽룡, 1976, 「담양 제월리 백제고분과 그 출토유물」, 『문화재』10.
- 최몽룡, 1976, 「영산강유역에서 새로이 발견된 선사유물 –영산강유역의 고고학적 조사연구(8)-」, 『호남문화연구』.8
- 최몽룡, 1976, 「이조묘지(李朝墓誌) 수례(數例)」, 『미술사학연구』129·130.
- 최몽룡, 1977, 「나주 보산리 지석묘 발굴조사 보고서 –영산강 유역의 고고학적 조사연구(9)-」, 『한국문화인류학』9.
- 최몽룡, 1977, 「완도 관음사 목조여래좌상과 복장유물」, 『미술자료』20.
- 최몽룡, 1977, 「노화(蘆花)·보길도(甫吉島)의 선사유적」, 『호남문화연구』9.
- 최몽룡, 1977, 「Ⅲ.청동기시대」, 『한국사론1 -고대편-』, 국사편찬위원회.
- 최몽룡, 1977, 「Ⅳ.초기철기시대」, 『한국사론1-고대편-』, 국사편찬위원회.
- 최몽룡, 1978, 「광주 송암동주거지 발굴조사보고」, 『한국고고학보』4.
- 최몽룡, 1978, 「전남지방의 불상수례(佛象數例)」, 『미술자료』22.
- 최몽룡, 1978, 「이조묘지(李朝墓誌) 수례(數例)(其三)」, 『미술사학연구』136·137.
- 최몽룡, 1978, 「광주 십신사지 범우비 및 석불이전시말(石佛移轉始末)」, 『미술사학연구』138·139.
- 최몽룡, 1978, 「전남지방소재 지석묘의 형식과 분류」, 『역사학보』78.
- 최몽룡, 1979, 「진도의 선사유적」, 『호남문화연구』10·11.
- 최몽룡, 1980, 「전남선사유적출토무문토기편의 과학적 분석(요약)」, 『한국고고학보』9.
- 최몽룡, 1981, 「전남지방 지석묘 사회와 계급의 발생」, 『한국사연구』35.
- 최몽룡, 1981, 「도시·문명·국가 –미국 고고학연구의 일동향-」, 『역사학보』92.
- 최몽룡, 1982, 「고고학에 있어서 복원문제 –이론적 배경-」, 『인문논총』8.
- 최몽룡, 1982, 「임자도의 선사유적 –전남 서남해안 일대의 고고학적 조사 연구(3)」, 『고문화』20.
- 최몽룡, 1983, 「사기 조선열전 영역」, 『고문화』22.
- 최몽룡, 1983, 「충청북도 제원구 양평리 주거지에서 발굴된 무문토기와 홍도의 과학적 분석 –남한강유역의 선사문화연구(2)-」, 『동아문화』21.
- 최몽룡, 1983, 「고고학방법론 –복원-」, 『한국사론12 –한국의 고고학Ⅰ-』, 국사편찬위원회.
- 최몽룡, 1983, 「청동기시대 –주거생활-」, 『한국사론13 –한국의 고고학Ⅱ』, 국사편찬위원회.
- 최몽룡, 1983, 「한국고대국가형성에 대한 일고찰 –위만조선의 예-」, 『김철준박사화갑기념사학논총』.
- 최몽룡, 1984, 「고흥 본포진성 발굴조사 보고서」, 『백산학보』29.
- 최몽룡, 1984, 「백제연구의 회고와 전망(제2회 백제연구국제학술대회) -영산강 유역의 백제문화 연구-」, 『백제연구』15.
- 최몽룡, 1985, 「전남 고고학의 어제와 오늘」, 『고문화』27.
- 최몽룡, 1985, 「한성시대 백제의 도읍지와 영역」, 『진단학보』60.
- 최몽룡, 1985, 「고려도경에 보이는 기명(器皿)」, 『한국문화』6.
- 최몽룡, 1986, 「청동기·초기철기시대」, 『제 10회 한국고고학전국대회 발표문』
- 최몽룡, 1986, 「고고학적 측면에서 본 마한」, 『마한·백제문화』9.
- 최몽룡, 1987, 「삼국시대 전기의 전남지방문화」, 『진단학보』63.
- 최몽룡, 1987, 「한성시대 백제의 돌무지무덤」, 『한구고고학전국대회 발표문』11.
- 최몽룡, 1987, 「노화(蘆花)·보길도(甫吉島)의 선사유적 –고산 윤선도와 관련하여-」, 『고산연구』1.
- 최몽룡, 1987, 「欣岩里 先史聚落址の特性」, 『한국고고학보』20.
- 최몽룡, 1987, 「한국고고학의 시대 구분에 대한 약간의 제언」, 『최영희선생화갑기념 한국사학논총』.
- 최몽룡, 1988, 「몽촌토성과 하남위례성」, 『백제연구』19.
- 최몽룡, 1988, 「한국고고학에 있어서 토기의 과학적 분석」, 『문화재』21.
- 최몽룡, 1988, 「고고학적 자료를 통해 본 황해교섭사연구 서설」, 『진단학보』66.
- 최몽룡, 1988, 「토기의 과학적 분석」, 『한국고고학전국대회 발표문』12.
- 최몽룡, 1989, 「한성시대 백제의 영역과 문화」, 『한국고고학보』22.
- 최몽룡, 1989, 「1980년대의 역사고고학 –회고와 전망-」, 『한국상고사학보』2.
- 최몽룡, 1989, 「삼국시대 전기의 전남지방 문화」, 『성곡논총』20.
- 최몽룡, 1990, 「전남지방 삼국시대 전기의 고고학연구 현황」, 『한국고고학보』24.
- 최몽룡, 1990, 「호남지방의 지석묘사회」, 『한국고고학보』25.
- 최몽룡, 1990, 「고고학」, 『역사학보』128.
- 최몽룡, 1991, 「중국 동북삼성 답사여적」, 『한국상고사학보』5.
- 최몽룡, 1991, 「고고학 관계문헌을 통해 본 인류문화사의 연구」, 『한국상고사학보』6.
- 최몽룡, 1991, 「소련·체코슬로바키아 답사 여적」, 『한국상고사학보』8.
- 최몽룡, 1991, 「고고학과 토기분석」, 『세라미스트』6.
- 최몽룡, 1992, 「태국지역 답사 여적」, 『한국상고사학보』9.
- 최몽룡, 1992, 「환태평양 선사회의 참관기」, 『한국상고사학보』10.
- 최몽룡, 1992, 「중국(3차)과 러시아(2차) 답사여적」, 『한국상고사학보』11.
- 최몽룡, 1993, 「문명의 발생과 멸망」, 『한국상고사학보』12.
- 최몽룡, 1993, 「한국 고고학에 있어서 자연과학적 연구」, 『한국상고사학보』13.
- 최몽룡, 1994, 「최근 발견된 백제 향로의 의의」, 『한국상고사학보』15.
- 최몽룡, 1994, 「단군릉 발굴에 대한 몇가지 이견」, 『한국상고사학보』15.
- 최몽룡, 1994, 「러시아고고학의 연구현황과 과제」, 『한국상고사학보』15.
- 최몽룡, 1994, 「백제의 건국신화」, 『한국상고사학보』16.
- 최몽룡, 1994, 「중국내의 고구려유적」, 『한국상고사학보』16.
- 최몽룡, 1994, 「백제의 제사유적」, 『한국상고사학보』17.
- 최몽룡, 1995, 「오사카 국제학술회의 참관기 –북한측 발표논문에 대한 해제-」, 『한국상고사학보』20.
- 최몽룡, 1996, 「삼불 김원용교수와의 대학박물관」, 『고문화』48.
- 최몽룡, 1997, 「한국상고사학회 창립 10주년을 맞아 –회고와 전망-」, 『한국상고사학보』26.
- 최몽룡, 1999, 「문화재연구 국제교류현황과 과제 –총설-」, 『문화재』32.
- 최몽룡, 1999, 「Origin and Diffusion of Korean Dolmens」, 『한국상고사학보』30.
- 최몽룡, 1999, 「서울대학교 박물관 소장 발해유물」, 『고구려발해연구』6.
- 최몽룡, 2002, 「21세기 한국고고학의 새로운 조류와 전망」, 『한국상고사학회 학술발표회』4.
- 최몽룡, 2003, 「한성시대의 백제와 마한」, 『문화재』36.
- 최몽룡, 2004, 「통시적으로 본 경기도의 통상권」, 『한국상고사학회 학술발표회』10.
- 최몽룡, 2004, 「고고학으로 본 마한」, 『마한·백제문화』16.
- 최몽룡, 2007, 「한국고고학고대사에서 안성 원곡 반제리 종교·제사유적의 의의」, 『제45책 안성 반제리 유적』, 중원문화재연구원.
- 최몽룡, 2008, 「다원론의 입장에서 본 한국문화의 기원과 시베리아」, 『동북아시아문화학회 국제학술대회 발표자료집』.
- 최몽룡, 2010, 「부여 송국리 유적의 새로운 편년」, 『한국상고사학회 학술발표회』10.
- 최몽룡, 2011, 「한국고고학·고대사에서 종교·제사유적의 의의」, 『한국상고사학회 학술발표회』11.
- 최몽룡, 2013, 「마한-연구현황과 과제-」, 『마한·백제연구』22.
- 죠지베스·최몽룡譯, 1978, 「수중 고고학 –조사와 발굴-」, 『한국고고학보』5.
- 송정현, 최몽룡, 1975, 「영암군의 역사 –해양 교통로서의-」, 『한국문화인류학』7.
- 최몽룡·이청규·노혁진, 1979, 「나주반남면 대안리5호 백제석실분 발굴조사보고」, 『문화재』12.
- 죠지베스·최몽룡譯, 1979, 「수중 고고학 –발굴-」, 『한국고고학보』6.
- 최몽룡·노혁진·안승모, 1982, 「백령·연평도의 즐문토기유적 –서해5도서의 고고학적 조사-」, 『한국문화』3.
- 최몽룡·임영진, 1984, 「제원군 양평리의 선사주거지 –남한강유역의 선사문화연구(1)-」, 『백산학보』28.
- 최몽룡·박양진, 1984, 「여주 흔암리 선사취락지 –남한강유역의 선사문화연구(5)-」, 『정신문화연구』7-3.
- 최몽룡·박양진, 1984, 「여주 흔암리토기의 과학적 분석 –남한강유역의 선사문화연구(6)-」, 『고문화』25.
- 최몽룡·추연식, 1984, 「명주(溟州) 금진리 선사유적 조사예보(調査豫報)」, 『문화재』17.
- 최몽룡·추연식, 1984, 「홍성 팔괘리 풀무학원 소장유물 수례(數例)」, 『고문화』24.
- 최몽룡·임영진, 1984, 「제원군 양평리의 선사주거지 –남한강유역의 선사문화연구(1)-」, 『백산학보』28.
- 최몽룡·박양진, 1984, 「여주 흔암리 선사취락지 –남한강유역의 선사문화연구(5)-」, 『정신문화연구』7-3.
- 최몽룡·임영진, 1984, 「제원군 양평리의 선사주거지」, 『백산학보』28.
- 최몽룡·박순발, 1985, 「여주 흔암리 선사취락지 출토 석기류Ⅱ -남한강유역의 선사문화연구(8)-」, 『고문화』26.
- 최몽룡·권오영·김승옥, 1987, 「승주 대곡리 주거지 발굴약보」, 『문화재』20.
- 최몽룡·신숙정, 1988, 「한국 고고학에 있어서 토기의 과학분석에 대한 검토」, 『한국상고사학보』1.
- 최몽룡·임영진·송은숙, 1988, 「홍성 은하일대의 지표조사 약보」, 『고문화』32.
- 최몽룡·김경택, 1990, 「전남지방의 마한·백제시대의 주거지 연구」, 『한국상고사학보』4.
- 최몽룡·강형태·신숙정, 1992, 「미사리 출토 토기의 과학적 분석(Ⅱ)」, 『고고역사학지』8.
- Rhee Song Nai·Choi Mong-Lyong, 1992, 「Emergence of Complex Society in Prehistoric Korea」, 『Journal of World Prehistory』 6.
- 최몽룡·이영문·정창규·강경인, 1993, 「전남 승주·여천지역 무문토기의 과학적 분석」, 『한국상고사학보』14.
- 최몽룡·강형태·이성주·김승원, 1995, 「신라·가야토기의 생산과 분배 대한 연구」, 『한국상고사학보』15.
- 최근영·이호영·최몽룡·지병목, 1997, 「제천 한수면 송계리 선사유적 조사 보고」, 『사학연구』54.
- 최몽룡·김재현·이헌종·박양진, 1999, 「문화재연구소 발굴 30년의 성과와 전망2」, 『문화재』32.
- 최몽룡·김경택, 1999, 「한국 지석묘사회 연구의 이론적 배경」, 『사학연구』58·59.
- Choi Mong-Lyong·Rhee Song Nai, 2002, 「Korean Archaeology for the 21st century -From Prehistory to State Formation」, 『Seoul Journal of Korean Studies』 14.
- 최몽룡·김경택·신경철·강인욱, 2003, 「연해주 출토 자료의 소개」, 『박물관기요』19.」

## 사건 사고

### 국정교과서 필진 불명예 사퇴
최몽룡은 2015년 박근혜 정부의 국정역사교과서의 대표 필진으로 초빙되었다. 하지만 초빙된지 2일만에 여기자 성희롱 논란이 일어났으며 이에 국정교과서 필진에서 불명예 사퇴를 했다.

## 같이 보기
- 정지해
- 김원용